# Margasotis
Margasotis là một chi bướm đêm thuộc họ Noctuidae.